# A ras de cielo (disco)
A Ras de Cielo. En directo desde Santander es un disco de Rulo y la contrabanda, grabado en 2011.

## Lista de canciones
1. No sé. - 3:46
2. Como a veces lo hice yo. - 4:26
3. En vela. - 3:30
4. Como Venecia sin agua. - 4:20
5. Mi cenicienta. - 4:27
6. Miguel. - 3:50
7. El manual. - 3:53
8. Por morder tus labios. - 4:23
9. Jaleo. - 3:23
10. A la baja. - 4:13
11. Heridas del rock'n'roll. - 4:50
12. Fauna rara. - 4:20
13. Descalzos nusetros pies. - 4:33
14. Tranqui por mi camino. - 4:14
15. P'aquí, p'allá. - 4:00
16. La cabecita loca. - 5:25